# Винсадский сельсовет
Винса́дский сельсове́т — упразднённое муниципальное образование в составе Предгорного района Ставропольского края России.
Административный центр — село Винсады.

## География
Винсадский сельсовет граничит с городами Ессентуки, Пятигорск, Лермонтов и Железноводск. А также с Тельмановским, Пригородным и Новоблагодарненским сельсоветами Предгорного района Ставропольского края.

## История
С 16 марта 2020 года, в соответствии с Законом Ставропольского края от 31 января 2020 г. № 12-кз, все муниципальные образования Предгорного муниципального района были преобразованы путём их объединения в единое муниципальное образование Предгорный муниципальный округ.

## Население
| 1989  | 2002  | 2010  | 2011  | 2012  | 2013  | 2014  |
| ----- | ----- | ----- | ----- | ----- | ----- | ----- |
| 8168  | ↗8791 | ↗8882 | ↗8885 | ↗8900 | ↗8944 | ↗8995 |
| 2015  | 2016  | 2017  | 2018  | 2019  | 2020  |       |
| ↗9062 | ↗9090 | ↗9169 | ↘9103 | ↘9079 | ↘9067 |       |

### Национальный состав
Русские (основная часть населения), армяне, греки, украинцы, белорусы, цыгане и другие.

## Состав сельского поселения
Входят два населённых пункта: село Винсады и посёлок Карьер (отсутствует в ОКАТО, ОКТМО, ГКГН).

## Местное самоуправление
Представительный орган — Совет Винсадкого сельсовета, состоит из 10 депутатов, избираемых на муниципальных выборах по одномандатным избирательным округам.